# 中川副幼稚園
中川副幼稚園（なかかわそえようちえん）は、かつて佐賀県佐賀市川副町大字早津江津（旧・佐賀郡川副町）にあった私立幼稚園。学校法人中川副幼稚園により運営されていた。

## 沿革
- 1957年（昭和32年）- 設立。
- 2011年（平成23年）1月 - 少子化に伴う園児数の減少により、大詫間幼稚園と合併することが決定。佐賀県庁にて認可申請の交付式。
- 2012年（平成24年）3月 - 大詫間幼稚園との合併。新たに学校法人川副学園の運営による博愛の里幼稚園が設立され、閉園。博愛の里幼稚園の園舎は当面は旧・中川副幼稚園の園舎を使用することとなった。

## 園周辺
- 近隣の中川副小学校との交流が盛んであった。